# Antonio Villalvazo
Antonio Villalvazo Martín del Campo (* Ende des 19. Jahrhunderts; † 12. Januar 1975) war ein mexikanischer Fußballspieler, -trainer und -funktionär. 

## Leben
Villalvazo spielte mindestens zwischen 1917 und 1921 auf der Position eines Stürmers für den Club Deportivo Guadalajara.
Nach seiner aktiven Laufbahn arbeitete Villalvazo auch als Trainer und betreute unter anderem 1927 die Selección Jalisco bei einer Reise nach Mexiko-Stadt.
In den Jahren 1939 und 1940 war Villalvazo Präsident seines langjährigen Vereins Deportivo Guadalajara.